# Maguba Gusseinowna Syrtlanowa

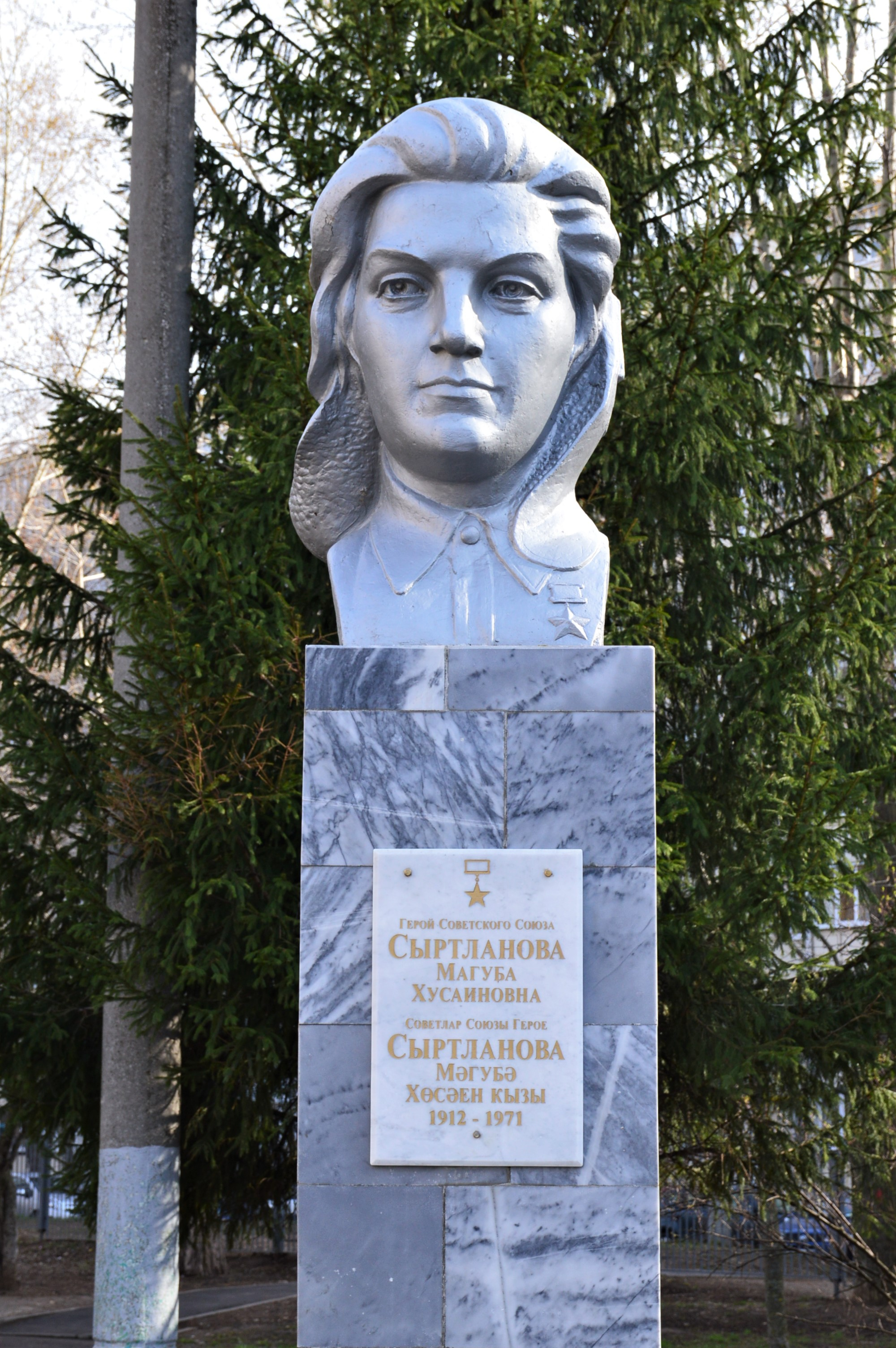
Büste von Maguba Syrtlanowa in Kasan

Maguba Gusseinowna Syrtlanowa (russisch Магуба Гусейновна Сыртланова; * 15. Junijul. / 28. Juni 1912greg. in Belebei; † 1. Oktober 1971 in Kasan) war eine sowjetische Bomberpilotin.
Während des Zweiten Weltkriegs leistete sie Militärdienst bei den nur aus Frauen bestehenden Nachthexen, welche nachts mit einfachen Doppeldeckern Polikarpow Po-2 Kampfeinsätze flogen.
Syrtlanowa flog 780 Einsätze und wurde als Held der Sowjetunion ausgezeichnet. Sie starb 1971 in Kasan und wurde auf dem dortigen Tatarischen Friedhof begraben.